# Ken Stabler
Kenneth „Ken“ Michael Stabler (* 25. Dezember 1945 in Foley, Alabama; † 8. Juli 2015 in Gulfport, Mississippi), Spitzname: Snake, war ein US-amerikanischer American-Football-Spieler. Er spielte Quarterback unter anderem bei den Oakland Raiders in der National Football League (NFL).

## Jugend/College
Ken Stabler wuchs in Foley auf und besuchte dort die High School, an der er neben Football auch Baseball und Basketball spielte. Während seiner Schulzeit gewann er 29 von 30 Footballspielen, was die Scouts der Collegemannschaften auf ihn aufmerksam werden ließ. Verpflichtet von dem legendären Coach Bear Bryant der Alabama Crimson Tide, der Footballmannschaft der University of Alabama in Tuscaloosa, spielte er drei Jahre bei diesem Team, wobei er im ersten Jahr nur wenig Einsatzzeit erhielt. 1966 und 1967 wurde er Stammquarterback. Nach einer Regular Season ohne Niederlagen besiegte er mit seiner Mannschaft 1966 die Nebraska Cornhuskers im Orange Bowl mit 35:28. 1967 schlug die Mannschaft aus Alabama die Cornhuskers im Sugar Bowl nochmals mit 34:7. Stabler wurde zum Most Valuable Player des Spiels. Bryant bezeichnete Stabler später als einen der besten Quarterbacks, den er jemals spielen gesehen habe. Während seiner Collegezeit erlief Stabler 25 Touchdowns  oder erzielte sie durch Passspiel. 59,4 % seiner Pässe wurden gefangen.

## Profizeit
In der NFL Draft 1968 wurde Stabler in der zweiten Runde von den Raiders verpflichtet. Die Raiders wurden damals von John Madden trainiert. 1968 wurde er bei den Spokane Shockers eingesetzt, einem Minor-League-Team der Continental Football League (COFL). Er spielte zwei Spiele für die Shocks, in denen er 17 von 41 Pässen anbrachte, ehe er auf die Injured Reserve List der Raiders platziert wurde. Nach der Saison entschied er sich das Footballspielen aufzugeben, entschied sich vor der Saison 1970 aber um. Er bat Madden um eine zweite Chance, die dieser ihm gewährte.
Von 1970 bis 1972 erhielt er wenig Einsatzzeit und war Ersatzmann für Daryle Lamonica. 1973 setzte er sich gegenüber dem älteren Lamonica durch, erhielt immer mehr Einsatzzeit und wurde zum Stammspieler. In diesem Jahr scheiterte er mit seinen Raiders im AFC Championship Game an den Miami Dolphins unter Coach Don Shula mit Quarterback Bob Griese mit 27:10. In den folgenden beiden Jahren verlor die Mannschaft gegen die Pittsburgh Steelers unter Coach Chuck Noll mit Quarterback Terry Bradshaw mit 24:13 und 16:10. Sie verpasste damit jeweils knapp den Einzug in den Super Bowl.
1974 verpflichteten die Birmingham Americans aus der neugegründeten World Football League Stabler. Aufgrund seines laufenden Vertrages, der auch eine Option für 1975 enthielt, war Vertragsbeginn erst 1976. Als Hauptgrund für die Entscheidung nannte Stabler die Möglichkeit in seinem Heimatstaat Alabama zu spielen. Finanzielle Anreize seien zweitrangig gewesen. Die WFL gab jedoch nach der Saison 1975 den Spielbetrieb auf.
1976 gelang ihr der große Durchbruch. Im Championship Game besiegte sie die Steelers mit 24:7, im daran anschließenden Super Bowl XI mussten sich die Minnesota Vikings unter Coach Bud Grant mit dem langjährigen Rekordhalter bei den erzielten Passyards, Quarterback Fran Tarkenton mit 32:14 geschlagen geben. Stabler erzielte dabei einen Touchdown. 1977 gelang Maddens Team nochmals der Einzug in das Championship Game, die Denver Broncos (Coach Red Miller, Quarterback Craig Morton) setzten sich jedoch  mit 20:17 durch.
1974 und 1976 erzielte Stabler 26 beziehungsweise 27 Touchdowns durch Pässe; das war jeweils Ligabestleistung aller Quarterbacks.
Bedingt durch zahlreiche Knieverletzungen ließ Stablers Agilität und Schnelligkeit immer mehr nach. Er reduzierte sein eigenes Laufspiel und warf seine Pässe überwiegend nur noch aus der Deckung seiner Offensive Line heraus. Damit wurden jedoch die Stärken Stablers negiert. 1980 gaben die Raiders Stabler an die Houston Oilers ab. Seine Statistiken verschlechterten sich jedoch zusehends. 1982 wechselte er zu den New Orleans Saints, dort sollte er Archie Manning ersetzen. Weder mit den Oilers noch mit den Saints hatte er jedoch Erfolg. Regelmäßig wurden mehr Spiele verloren als gewonnen, ein Einzug in die Play-offs gelang ihm nicht mehr.

## Ehrungen
Sein College wählte Stabler, Spitzname The Snake, zum Quarterback des Jahrhunderts. Stabler spielte viermal im Pro Bowl, dem Abschlussspiel der besten Spieler einer Saison. 1974 und 1976 wurde er von unterschiedlichen Medien jeweils zum MVP der AFC gewählt und erhielt 1976 den Bert Bell Award. Stabler war Mitglied des National Football League 1970s All-Decade Team. 2016 wurde er posthum in die Pro Football Hall of Fame aufgenommen.

## Nach der Karriere
Der sozial engagierte Ken Stabler arbeitete als Fernsehmoderator bei CBS. Als Rundfunkmoderator kommentierte er später die Spiele seines früheren Colleges.
Stabler starb am 8. Juli 2015 im Alter von 69 Jahren an Darmkrebs, der im Februar diagnostiziert worden war. Nach seinem Tod wurde bei der Obduktion seines Gehirns Chronisch-traumatische Enzephalopathie (CTE) der Stufe III, als Spätfolge der in seiner Football-Karriere erlittenen Gehirnerschütterungen, diagnostiziert. Ken Stabler fand in seiner Geburtsstadt auf dem Pine Rest Cemetery seine letzte Ruhestätte.